# Synagoga v Lošticích
Synagoga v Lošticích je někdejší židovský svatostánek stojící ve Ztracené ulici čp. 619, necelých 200 m jihozápadně od náměstí Míru v moravských Lošticích v okrese Šumperk. V roce 1964 byla prohlášena kulturní památkou.

## Zaniklé synagogy ve městě

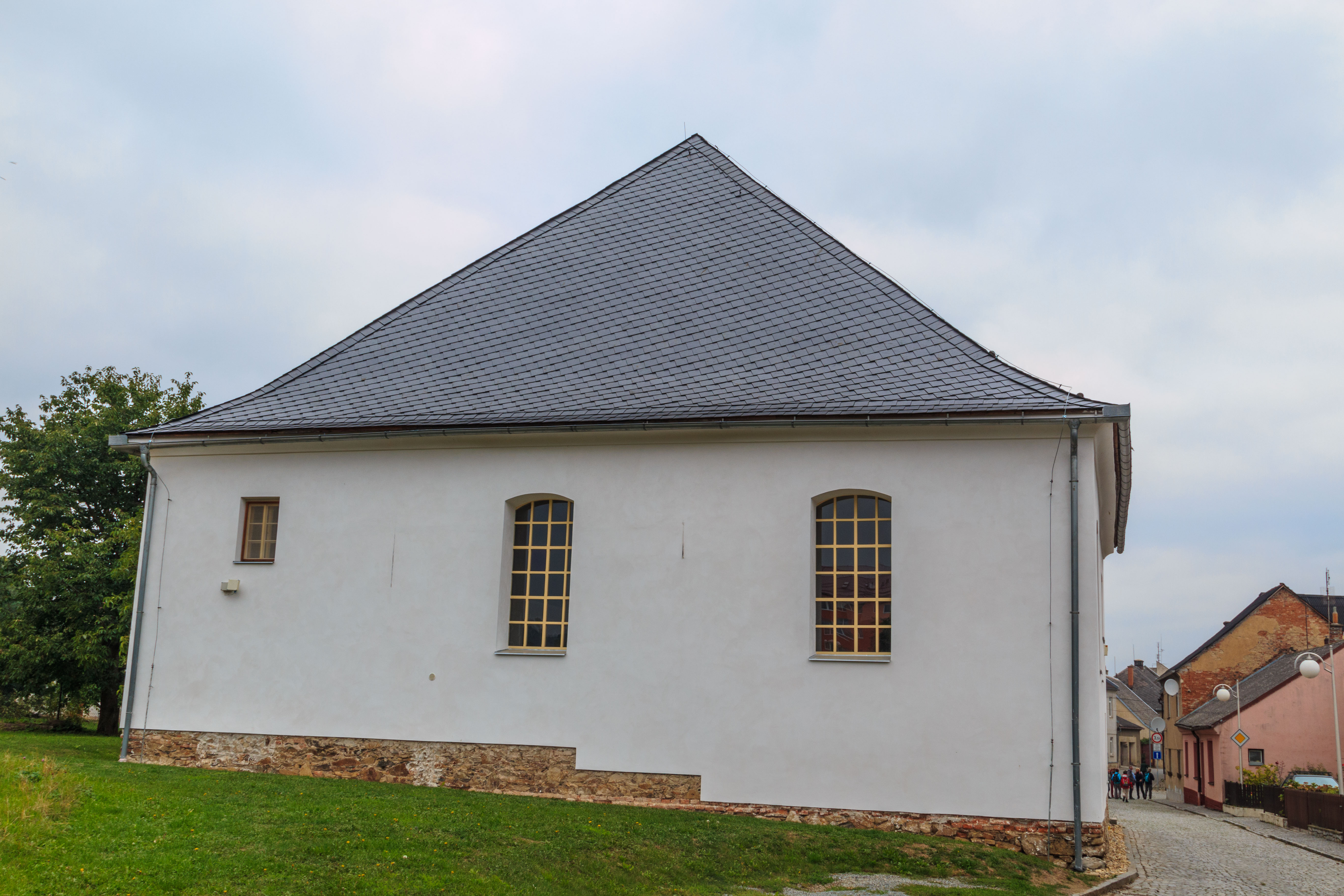
Renovovaná loštická synagoga

První synagogou v Lošticích byla roubená budova postavená roku 1581, kdy taktéž vznikla místní židovská náboženská obec. Ta patrně podlehla ničení během švédských nájezdů během třicetileté války.
V pořadí druhá synagoga, roubená budova s podezdívkou, stála od roku 1651 na tomtéž místě, nicméně roku 1727 byla rozebrána, když bylo židovské obyvatelstvo nuceně vystěhováno do ghetta v oblasti dnešní Ztracené a Žadlovické ulice na západ od náměstí. Tato synagoga byla znovu postavena právě v nově zřízené židovské čtvrti. Svému účelu sloužila do konce 18. století, kdy začala stavba nové zděné synagogy, kdežto dřevěná stavba byla rozebrána a z neznámých důvodů zanikla. Její krov byl použit při stavbě střechy nové synagogy.

## Stavba a popis nejnovější synagogy

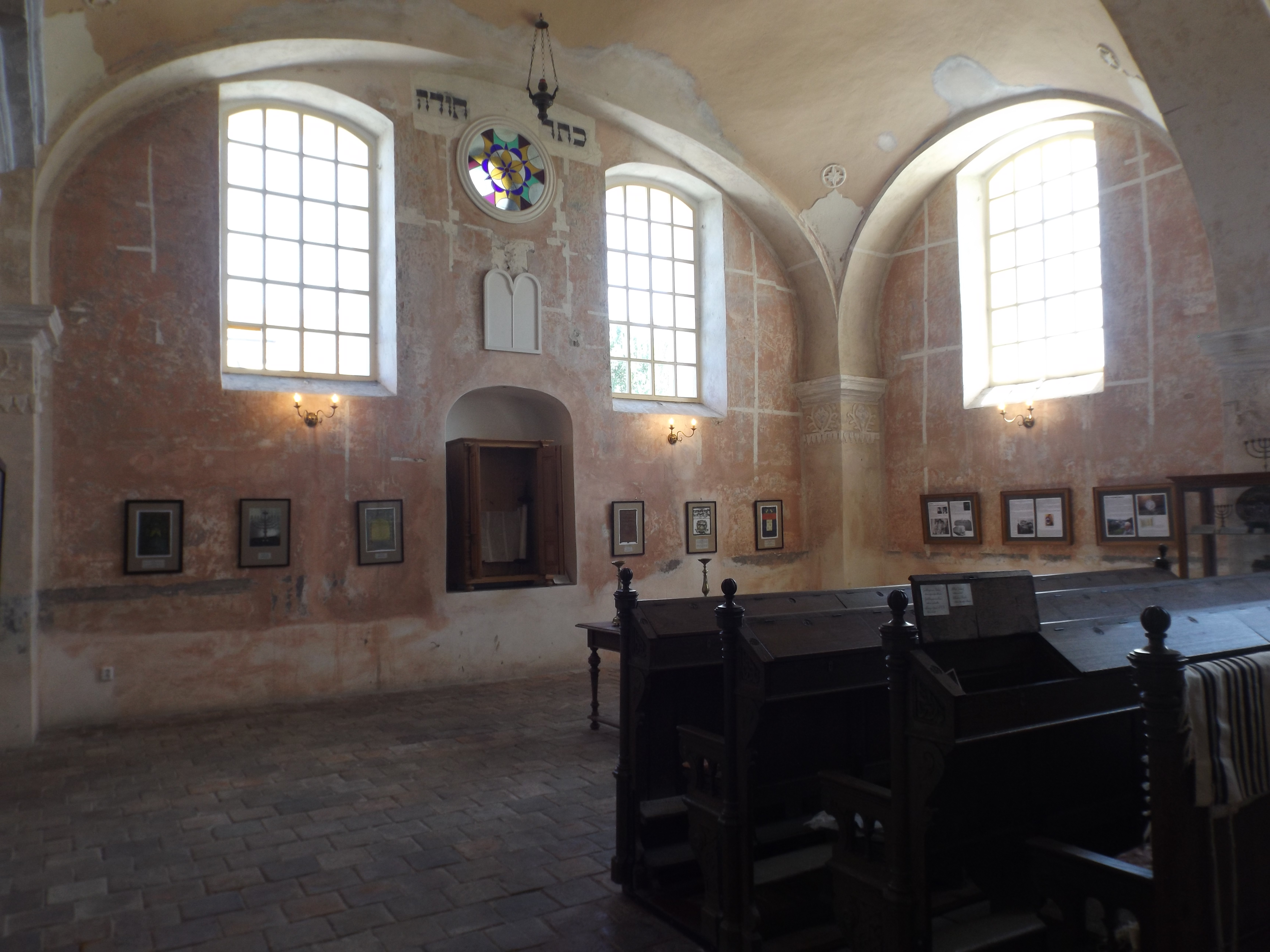
Interiér synagogy s lavicemi dovezenými z olomoucké synagogy

Na témže místě začala stavba třetí synagogy, jež byla na přelomu 18. a 19. století přestavěna v klasicistním stylu a dokončena roku 1805 připojením obydlí pro rabína. Klasicistní architektonické prvky jsou na stavbě dosud patrné. V jižní části budovy je situována ženská galerie s rekonstruovanými výmalbami.
V letech 1899–1920 zde byl rabínem spisovatel a židovský učenec Azri'el Günzig. Na jaře roku 1920 se i se svou rodinou přestěhoval do belgických Antverp.
Bohoslužby se v synagoze konaly pouze do začátku druhé světové války, v době nacistické okupace se využívala jako skladiště.

## Moderní historie a současnost
V letech 1966–1980 budova sloužila jako městské muzeum s expozicí o dějinách místní židovské náboženské obce, od roku 1968 zároveň jako základní umělecká škola. Vnitřní zařízení se nedochovalo, nicméně synagoga získala tři řady lavic z olomoucké synagogy, jež byla v březnu 1939 vypálena lokálními stoupenci fašismu. Těchto 21 míst symbolicky připomíná 80 obětí holokaustu z Loštic, Mohelnice a Úsova. Čestné místo v první řadě je věnováno dr. Bertholdu Oppenheimovi, který před válkou v Olomouci a v Lošticích zastával funkci rabína a zahynul v Treblince roku 1942. Seznam obětí i dedikace jednotlivých míst je v synagoze k dispozici.
Stavba patří městu Loštice. V letech 1989–1990 byla budova staticky zajištěna a od roku 2006 je postupně rekonstruována. V roce 2011 byla v synagoze pro veřejnost otevřena stálá expozice muzea města a knihovna Otty Wolfa. 